# Claudio Alcívar
Claudio Geovanny Alcívar Cedeño (Flavio Alfaro, Manabí, Ecuador; 15 de julio de 1966) es un exfutbolista ecuatoriano que jugaba como defensor.

## Trayectoria
Nació en Flavio Alfaro pero paso su infancia en el cantón El Carmen, precisamente en este último fue donde empezó su carrera como futbolista, llegando a jugar fútbol en El Colegio Nacional El Carmén con el cual ganó tres títulos de campeonatos colegiales. Luego fue seleccionado para formar parte de la selección de la provincia de Manabí, pero no logró jugar ningún encuentro. Posteriormente jugó para la selección de la Provincia de Santon Domingo, obteniendo un campeonato.
Tras tener excelentes éxitos en campeonato provinciales, fue llamado a formar parte de la selección de Pichincha, fue en ese entonces donde llamó la atención del Club Deportivo El Nacional, donde se formó como futbolista profesional. En 1984 estando en el equipo militar fue llamado a la selección juvenil de Ecuador, llegando a disputar un torneo en Paraguay. También fue seleccionado a la selección absoluta.
Luego de su paso por El Nacional, en 1986 se fue a Técnico Universitario, donde tuvo buen rendimiento al conseguir su equipo el tercer lugar en el Campeonato Ecuatoriano y ser Alcívar nominado como jugador revelación, lo que hizo que fuera llamado por el entrenador Luis Grimaldi a la Selección Ecuatoriana Sub-23 para disputar el torneo preolímpico en Bolivia.
En enero de 1987 fue contratado por el Barcelona Sporting Club con el que ganó cinco campeonatos de la Serie A de Ecuador en los años 1985, 1987, 1989, 1991, 1995 y 1997, y tres subcampeonatos en 1990, 1992 y 1993. Se retiró a finales de 1997 por una lesión en uno de sus tobillos.
Desde noviembre de 2012 hasta enero de 2016 se desempeñó como coordinador zonal 4 del Ministerio del deporte de Ecuador que cubre a las provincias de Manabí, Santo Domingo de los Tsáchilas y Galápagos. Después formó parte del proyecto de escuelas de fútbol que implementó el Gobierno Provincial de Manabí en la Manga del Cura. También fue Coordinador Deportivo de las Ligas Cantonales de Federación Deportiva de Manabí.

## Clubes
| Club                  | País    | Año       |
| --------------------- | ------- | --------- |
| El Nacional           | Ecuador | 1984-1985 |
| Técnico Universitario | Ecuador | 1986      |
| Barcelona             | Ecuador | 1987-1997 |

## Palmarés

### Títulos nacionales
| Título             | Club                    | País    | Año  |
| ------------------ | ----------------------- | ------- | ---- |
| Serie A de Ecuador | Barcelona Sporting Club | Ecuador | 1987 |
| Serie A de Ecuador | Barcelona Sporting Club | Ecuador | 1989 |
| Serie A de Ecuador | Barcelona Sporting Club | Ecuador | 1991 |
| Serie A de Ecuador | Barcelona Sporting Club | Ecuador | 1995 |
| Serie A de Ecuador | Barcelona Sporting Club | Ecuador | 1997 |